# Нойкирхен (Северная Фризия)
Нойкирхен (нем. Neukirchen) — община в Германии, в земле Шлезвиг-Гольштейн.
Входит в состав района Северная Фрисландия. Подчиняется управлению Зюдтондерн. Население составляет 1282 человека (на 31 декабря 2010 года). Занимает площадь 31,58 км².
Официальным языком в населённом пункте, помимо немецкого, является севернофризский.